# قبرة (جنس طيور)
قبرة أو قنبرة (بالإنجليزية: lark)‏ (باللاتينية: Alauda) هو جنس طائر ينتمي إلى قبرة (فصيلة: Alaudidae) ، وتشتهر بغنائها وهي محلقة في الجو، والأجزاء العليا منها لونها بنية وعليها خطوط سوداء، بينما الأجزاء السفلى خفيفة الريش، وعلى الصدر خطوط سود. تتخذ غذاء في أوروبا، وتزور مصر في الشتاء.

## أنواع
- قنبرة الغيط، Alauda arvensis
- قنبرة يابانية، Alauda japonica
- قنبرة الغيط الشرقية، Alauda gulgula
- قنبرة راسو، Alauda razae